# Family Guy Video Game!
Family Guy Video Game! — компьютерная игра в жанре action-adventure, являющаяся спин-оффом американского мультсериала «Гриффины». Игра была разработана High Voltage Software и выпущена в 2006 году 2K Games. Игра была выпущена только на консолях, а именно Xbox, PlayStation 2 и PSP.

## Геймплей
Игра разбита на 22 уровня с тремя персонажами, за которых можно играть: Брайан, Питер и Стьюи.
Игра за Питера представляет собой Beat 'em up, выполненный в стиле, похожем на Final Fight и Double Dragon. На протяжении всей игры облик Питера будет меняться (в результате его травмы головы), и вместе с ним будет меняться анимация ударов, но их результат остается таким же.
Жанр игры за Стьюи — Shoot 'em up, схожий по стилистике на игры Galaga и Space Invaders, а также игру Futurama.
Уровни с Брайаном наиболее сильно напоминают жанр стелс-экшен, в стиле таких игр, как Metal Gear Solid и Tom Clancy's Splinter Cell. Брайан должен незаметно перемещаться на всех уровнях, но этому мешает одна из особенностей игры за него — будучи собакой, он будет справлять нужду после долгого нахождения с такими объектами, как гидранты, кусты и т. д.
Одна из ключевых особенностей игры — мини-игры, выполненные в том же стиле, что и «врезки» в мультсериале, которые длятся около 10 секунд. Почти все мини-игры повторяют аналогичные шутки из мультсериала, например, то как Питер кладёт руку в вафельницу. За успешное прохождение мини-игры персонаж получает определённые бонусы, которые зависят от персонажа.

## Сюжет
Стьюи построил луч управления разумом и планирует использовать его в сочетании спутниковая антенны Питера. Однако его планы прерывает его сводный брат Бертрам, который утверждает, что хочет его спутниковую тарелку. Пробравшись на крышу, Стьюи решает, что он скорее потерпит неудачу в мировом господстве, чем позволит спутнику попасть в руки его сводного брата, и самоуничтожает спутниковую тарелку. Тем не менее, Бертрам показывает, что он пришел, чтобы обмануть его в уничтожении своего собственного спутника, и он начал план мирового господства, а также. Затем он уезжает в своем [вертолете] и взрывает Стьюи с крыши. Чтобы узнать планы Бертрама, Стьюи проникает в его логово в яичках Питера. Там Стьюи находит местоположение нового логова Бертрама и быстро опустошает объект. Стьюи находит Бертрама на вершине ракетной шахты, планируя запустить ракету на орбиту, чтобы он мог проецировать свой луч управления разумом по всему миру. Чтобы добавить оскорбление к травме, плюшевый мишка Стьюи, Руперт, был помещен в ракету. Стьюи разрушает ракету, спасает Руперта и имеет заключительную битву с Бертрамом на детской площадке. Бертрам использует устройство, чтобы вырасти до огромных размеров, но все равно побежден. Прежде чем Стьюи может прикончить его, он зовет свою "маму", чтобы убежать, оставив Стьюи выключая его.
Часть игры Брайана видит, что он пытается доказать свою невиновность, когда его обвиняют в том, что он снова пропитывает Seabreeze. Брайан вынужден бежать из тюрьмы и следовать за запахом, взятым из гениталий Сибриза. Это приводит его к тому Такеру на новостной станции Quahog, которая оказывается тупиком. Следующая остановка Брайана-собачьи бега Куахога, где Брайан, переодетый продавцом еды, находит запах на выброшенном корешке билета. Он занимает место Сибриза в гонке, побеждает (одурманивая других собак) и вытаскивает отца. Брайан показывает, что отец щенков Сибриза-болото, таким образом очищая его имя.
Питер, после того, как его ударили по голове спутниковой тарелкой PTV, просыпается в больнице и видит прожектор, идентичный сигналу летучей мыши, только в форме Mr.Belvedere. Полагая, что Бельведер похитил его семью, Питер бесчинствует по всему городу в попытке уничтожить его и спасти свою семью. В конце концов он добирается до Чизи Чарли, где его бьют по голове двери, открытые несколькими афроамериканцами. Питер берет на себя роль Руфуса Гриффина и разрушает всю аркаду, прежде чем проснуться в шкафу. Увидев, что сигнал Belvedere теперь находится в Индийском казино, Питер отправляется туда. Когда он входит, он получает еще один удар по голове, когда проститутка пытается покончить с собой, спрыгнув с крыши. Питер становится проституткой Питером и разрушает казино. Затем он получает четвертый удар по голове, теперь снова видя сигнал Бельведера в доках. Когда он прибывает, обломки ракеты Бертрама падают на него, и Питер появляется как Анна, андроид, запрограммированный уничтожить Мистера Бельведера. Пересекая причал и пляж, Питер прибывает в пещеру и вынужден сражаться с Черным Рыцарем. Питер побеждает рыцаря, но принимает последний удар по голове, когда шлем рыцаря падает и поражает его. Когда он приходит в себя, Лоис противостоит ему, разъяренный тем, что Питер уничтожил половину Куахога, ища Бельведер.
В заключительном уровне игры Питер решает утопить свои печали в моллюске. Там он сталкивается с бельведером, который срывает маскировку, раскрывая не что иное, как Эрни гигантский цыпленок. В финальной битве игры Питер побеждает Эрни и едва спасается от массивного взрыва в пентхаусе, благополучно приземляясь на Мэг, которая вместе с Лоис и Крисом необъяснимо стояла посреди улицы. После того, как он встал из Мэг и присоединился к своей семье, Питер снова видит прожектор Бельведера, который оказывается у Адама Уэста (который почти начинает ссылаться на Batman TV series), делая теневых марионеток. Курица, как всегда, в конечном итоге выживает.

## Развитие
Take-Two Interactive получила права на публикацию Family Guy к февралю 2005 года, до выхода в эфир эпизода возрождения серии North by North Quahog. никакие дальнейшие разработки не были обнародованы до марта 2006 года, когда Take-Two subsidiary 2K Games согласились с правами на публикацию, с высоковольтным программным обеспечением для заполнения для разработки. игра преимущественно использует голосовой бросок телесериала и затененный cel визуальный стиль. игра была представлена на выставке Electronic Entertainment Expo 2006.

## Отзывы
| Сводный рейтинг | Сводный рейтинг | Сводный рейтинг | Сводный рейтинг |
| Издание         | Оценка          | Оценка          | Оценка          |
| Издание         | PS2             | PSP             | Xbox            |
| --------------- | --------------- | --------------- | --------------- |
| GameRankings    | 51,06 %         | 50,80 %         | 56,89 %         |
| Metacritic      | 50/100          | 51/100          | 53/100          |

## Продолжение
Продолжение игры, Family Guy: Back to the Multiverse, основано на эпизоде 2009 года, дорога к мультивселенной. Разработанный Heavy Iron Studios и опубликованный Activision, он был выпущен 20 ноября 2012 года в Северной Америке, 21 ноября 2012 года в Австралии и 23 ноября 2012 года в Европе.